# 晏安
晏安（？—？），曹姓，根据《史记·楚世家》记载，祝融氏吴回的孙子，陆终的第五子。陆终有六个儿子：昆吾（樊）、参胡（惠连）、彭祖（篯）、会人（来言）、晏安、季连。周武王之时，封晏安后裔挟于邾，建立子爵邾国。